# Sixdegrees.com
 (mars 2016).
Si vous disposez d'ouvrages ou d'articles de référence ou si vous connaissez des sites web de qualité traitant du thème abordé ici, merci de compléter l'article en donnant les références utiles à sa vérifiabilité et en les liant à la section « Notes et références ».

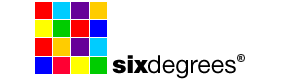

Sixdegrees.com est un réseau social, successeur des services de Bulletin Board System (BBS) et d'Internet Relay Chat (IRC). Créé en 1996 par Andrew Weinreich et la société Macroview, basée à New York, il est mis en ligne en 1997 et reste opérationnel jusqu'à sa fermeture en 2001. Il est considéré par certains comme le premier réseau social en ligne.
Fondé sur la théorie des six degrés de séparation, ce service, ancêtre de Facebook et de LinkedIn, proposait aux internautes de créer leur profil, d'entrer en relation avec leurs proches, amis, familles, collègues et de développer leur propre réseau social numérique. Les utilisateurs pouvaient publier des informations sur des bulletin boards, envoyer des messages à leurs contacts, ainsi qu'aux contacts de leurs contacts, et ce sur deux niveaux de séparation. Le recrutement de nouveaux membres se faisait sur le principe de l’envoi d’invitations par les membres déjà inscrits, principe aujourd’hui courant, mais révolutionnaire à l’époque. Le réseau comptait à son apogée près de 3,5 millions d’inscrits. L’absence d’images et le faible débit des connexions ont sensiblement ralenti son développement.
Le site est vendu en 1999 à YouthStream Media Networks pour 125 millions de dollars. En 2001, largement déficitaire, il ferme. Ce déficit était en grande partie dû à des investissements lourds en personnel (près de 100 employés), en logiciels et en matériel.
Quelques années plus tard, le site est relancé ; il était toujours actif en 2020.